# مرجان امینی کاوه
مرجان امینی کاوه(زادهٔ ۲۱ آبان ۱۳۶۷ در تهران) ورزشکار حرفه‌ای  اهل ایران هست. او در سال ۲۰۱۹ مقام اول جهانی را در مسابقات جهانی به میزبانی لهستان  را کسب کرد.